# Markovac (miasto Belgrad)
Markovac (cyr. Марковац) – wieś w Serbii, w mieście Belgrad, w gminie miejskiej Mladenovac. W 2011 roku liczyła 666 mieszkańców.